# Seamark
Seamark (1894 – 15. ledna 1929), vlastním jménem James Austin Small byl anglický novinář a spisovatel, autor především detektivních románů. Někdy je u jeho jména uváděno také Major, ale zřejmě jde o jeho vojenskou hodnost.
Nejprve (v letech 1918–1921) psal vojenské povídky do londýnských The Star. a poté vydal několik romantických románů (např. Nepřítel lásky nebo Peggy). Těžištěm jeho tvorby jsou však romány detektivní, plné ošklivých padouchů, krásných žen. neznámých jedů, šílených vynálezců a divokých honiček. Zemřel ve věku třiceti čtyř let. Většina jeho díla vyšla česky.

## Dílo
- The Frozen Trail (1924),
- Love's Enemy (1924, Nepřítel lásky),
- Peggy. A Love Romance (1925, Peggy)
- The Silent Six (1926, Šest mlčících), detektivní román,
- Master Worst (1926, česky jako Černý trojúhelník), detektivní román,
- The Man They Couldn't Arrest (1927, Muž, kterého nemohli zatknout), detektivní román,
- The Master Mystery (1928, česky jako Záhada záhad), detektivní román,
- The Vantine Diamonds (1928, Vantinské diamanty), detektivní román,
- Down River (1929, česky jako Žlutý pašerák), detektivní román,
- The Mystery–Maker (1929, česky jako Vyzvědač 3), špionážní román, jehož hlavním hrdinou je plukovník John Stayne, tajný agent číslo 3, jakýsi předchůdce Jamese Bonda.
- The Web of Destiny (1929, česky jako Pavouk), detektivní román,
- The Avenging Ray (1930, česky jako Mstící paprsek), posmrtně vydaný detektivní román s vědeckofantastikým motivem vynálezu dezintegrátoru.
- Out of the Dark. A Volume of Stories (1931), posmrtně vydaná sbírka povídek,
- Pawns & Kings (1931), posmrtně vydaná sbírka povídek,

## Česká vydání
- Záhada záhad, Karel Voleský, Praha 1928, přeložil Jaroslav Acler,
- Šest mlčících, Jaroslav Tožička, Praha 1928, přeložil Karel Weinfurter,
- Pavouk Jiří Novák, Praha 1929, přeložil Jaroslav Acler,
- Černý trojúhelník, Jiří Novák, Praha 1929, přeložil Jaroslav Acler,
- Vyzvědač 3, Jiří Novák, Praha 1929, přeložil Jaroslav Acler,
- Žlutý pašerák, Jiří Novák, Praha 1930, přeložil Jaroslav Acler,
- Mstící paprsek, L. Mazáč, Praha 1930, přeložil Jaroslav Acler,
- Vantinské diamanty, L. Mazáč, Praha 1931, přeložil Jaroslav Acler,
- Peggy, L. Mazáč, Praha 1931, přeložil Jaroslav Acler,
- Nepřítel lásky, L. Mazáč, Praha 1931, přeložil Jaroslav Acler,
- Muž, kterého nemohli zatknout, L. Mazáč, Praha 1931, přeložil Jaroslav Acler.